# Circuit des Ardennes 2022
Il Circuit des Ardennes 2022, quarantanovesima edizione della corsa e valida come prova del circuito UCI Europe Tour 2022 categoria 2.2, si svolse in quattro tappe dal 6 al 9 aprile su un percorso di 427,7 km, con partenza da Signy-le-Petit e arrivo a Charleville-Mézières in Francia. La vittoria fu appannaggio dello svedese Lucas Eriksson, che completò il percorso in 10h25'50", davanti al neozelandese Reuben Thompson e al ceco Dominik Neuman.

## Tappe
| Tappa  | Data     | Percorso                                    | km          | Vincitore di tappa  | Leader cl. generale |
| ------ | -------- | ------------------------------------------- | ----------- | ------------------- | ------------------- |
| 1ª     | 6 aprile | Signy-le-Petit > Signy-le-Petit             | 162,5       | Elmar Reinders      | Elmar Reinders      |
| 2ª     | 7 aprile | Bazeilles > Sedan                           | 92,5        | Michael Kukrle      | Lucas Eriksson      |
| 3ª     | 8 aprile | Carignan > Margut/Mont Saint-Walfroy        | 158         | cancellata per neve | cancellata per neve |
| 4ª     | 9 aprile | Charleville-Mézières > Charleville-Mézières | 172,7       | Marco Frigo         | Lucas Eriksson      |
| Totale | Totale   | Totale                                      | 585,7 427,7 |                     |                     |

## Squadre partecipanti
| N.      | Cod. | Squadra                      |
| ------- | ---- | ---------------------------- |
| 1-6     | RIW  | Riwal Cycling Team           |
| 11-16   | MSP  | HRE Mazowsze Serce Polski    |
| 21-26   | WBD  | Bingoal Pauwels Sauces WB DT |
| 31-36   | DDS  | Development Team DSM         |
| 41-46   | EKA  | Elkov-Kasper                 |
| 51-56   | CGF  | Equipe cont. Groupama-FDJ    |
| 61-66   | HBA  | Hagens Berman Axeon          |
| 71-76   | LPC  | Leopard Pro Cycling          |
| 81-86   | MET  | Metec-SOLARWATT p/b Mantel   |
| 91-96   | PTU  | Premier Tech U23 C. P.       |
| 101-106 | SRA  | Swiss Racing Academy         |
| 111-116 | CPK  | Team Colpack Ballan          |
| 121-126 | RSW  | T. Felbermayr-Simplon Wels   |
| 131-136 | VBG  | Team Vorarlberg              |

| N.      | Cod. | Squadra                     |
| ------- | ---- | --------------------------- |
| 141-146 | VOS  | Voster ATS Team             |
| 151-156 |      | Lotto-Soudal U23            |
| 161-166 |      | CC Étupes                   |
| 171-176 |      | VC Villefranche Beaujolais  |
| 181-186 |      | Team Macadam's Cowboys      |
| 191-196 |      | VC Unité Schwenheim         |
| 201-206 | ICA  | Israel Cycling Academy      |
| 211-216 | SWE  | Selezione svedese           |
| 221-226 |      | Wales Racing Academy        |
| 231-236 |      | Occitane Cyclisme Formation |
| 241-246 |      | Philippe Wagner Cycling     |
| 251-256 | TRI  | Trinità Corsa               |
| 261-266 | EHE  | Electro Hiper Europa-Caldas |

## Dettagli delle tappe

### 1ª tappa
- 6 aprile: Signy-le-Petit > Signy-le-Petit – 162,5 km

| Pos. | Corridore      | Squadra | Tempo    |
| ---- | -------------- | ------- | -------- |
| 1    | Elmar Reinders | Riwal   | 3h53'49" |
| 2    | Patryk Stosz   | Voster  | s.t.     |
| 3    | Luke Lamperti  | Trinity | s.t.     |

| Pos. | Corridore      | Squadra | Tempo    |
| ---- | -------------- | ------- | -------- |
| 1    | Elmar Reinders | Riwal   | 4h31'51" |
| 2    | Patryk Stosz   | Voster  | a 4"     |
| 3    | Luke Lamperti  | Trinity | a 6"     |

### 2ª tappa
- 7 aprile: Bazeilles > Sedan – 92,5 km

| Pos. | Corridore      | Squadra   | Tempo    |
| ---- | -------------- | --------- | -------- |
| 1    | Michael Kukrle | Elkov     | 2h17'29" |
| 2    | Liam Slock     | Lotto U23 | a 4"     |
| 3    | Lucas Eriksson | Riwal     | s.t.     |

| Pos. | Corridore       | Squadra  | Tempo    |
| ---- | --------------- | -------- | -------- |
| 1    | Lucas Eriksson  | Riwal    | 6h12'01" |
| 2    | Reuben Thompson | Groupama | a 11"    |
| 3    | Dominik Neuman  | Elkov    | a 12"    |

### 3ª tappa
- 8 aprile: Carignan > Margut/Mont Saint-Walfroy - 158 km

cancellata per neve

### 4ª tappa
- 9 aprile: Charleville-Mézières > Charleville-Mézières – 172,7 km

| Pos. | Corridore       | Squadra  | Tempo   |
| ---- | --------------- | -------- | ------- |
| 1    | Marco Frigo     | Israel   | 4'13"31 |
| 2    | Lorenzo Germani | Groupama | a 5"    |
| 3    | Patryk Stosz    | Voster   | a 20"   |

| Pos. | Corridore       | Squadra  | Tempo     |
| ---- | --------------- | -------- | --------- |
| 1    | Lucas Eriksson  | Riwal    | 10h25'50" |
| 2    | Reuben Thompson | Groupama | a 13"     |
| 3    | Dominik Neuman  | Elkov    | a 14"     |

## Classifiche finali

### Classifica generale
| Pos. | Corridore        | Squadra   | Tempo     |
| ---- | ---------------- | --------- | --------- |
| 1    | Lucas Eriksson   | Riwal     | 10h25'50" |
| 2    | Reuben Thompson  | Groupama  | a 13"     |
| 3    | Dominik Neuman   | Elkov     | a 14"     |
| 4    | Jordan Habets    | Metec     | a 16"     |
| 5    | Oscar Onley      | DT DSM    | a 18"     |
| 6    | Jarno Mobach     | Leopard   | a 19"     |
| 7    | Jacob Eriksson   | Riwal     | a 34"     |
| 8    | Mathias Bregnhøj | Riwal     | a 57"     |
| 9    | Liam Slock       | Lotto U23 | a 1'14"   |
| 10   | Michael Kukrle   | Elkov     | a 1'17"   |